# 바오로 미키
바오로 미키(일본어: パウロ三木, 1564년? - 1597년 2월 5일)은 일본 아즈치모모야마 시대의 기리시탄으로 예수회 수사이다. 가톨릭교회의 성인으로 일본 26위 성인의 한 사람으로 순교하였다.

## 생애

### 입교
바오로 미키는 셋쓰에서 태어났다. 아버지인 미키 한다유(三木半太夫)는 미요시씨를 따르는 무장이었으나, 1568년 상경을 완수한 오다 노부나가의 수행원으로 공을 세울 수 있었다. 이윽고 미키 한다유가 기독교에 이끌려 세례를 받으면서 어린 바오로 미키도 세례를 받았는데, 이때 받은 세례명이 「바오로」이다. 아즈치에 최초의 세미나리요(seminariyo, 소신학교)가 세워지면서, 바오로 미키는 제 1회 입학생으로 들어가 예수회원들에게 교육을 받으며 폭넓은 학업을 쌓았다. 우수한 성적으로 졸업한 바오로 미키는 예수회에 입회하여 전교 활동에서 많은 성과를 거두었다. 그러나 1597년 도요토미 히데요시의 명령으로 오사카에서 잡혀서 쿄토로 압송된 뒤, 나가사키에서 사형을 언도받았다. 당시 부교였던 이시다 미쓰나리가 바오로 미키를 비롯한 예수회 관계자들을 석방시키기 위해 노력하였으나 뜻을 이룰 수 없었다. 바오로 미키는 다른 25명의 사람들과 함께 나가사키로 보내져 1597년 2월 5일, 같은 곳에서 처형당하였다.

### 기록
예수회 선교사 루이스 프로이스의 기록에 따르면, 바오로 미키는 십자가 위에서 몰려있는 군중을 향해 「나는 판결문에 나와있는 것처럼 필리핀인이 아니라 당당한 일본인입니다. 나는 기독교를 믿었다는 것만으로 죽임을 당합니다. 이 이유 때문에 나는 생명을 바치는 것을 꺼리지 않습니다. 나는 그리스도의 가르침을 따라 자신의 처형을 명령한 사람(도요토미 히데요시)과 처형에 관계된 모든 사람들을 용서하고 싶습니다.」라고 했다고 한다.

### 시복과 시성
바오로 미키는 1627년 2월 14일 교황 우르바노 8세에 의해 시복되었고, 1862년 6월 8일 교황 비오 9세에 의해 시성되었다.

## 같이 보기
- 일본 26위 성인
- 빈센트 권
- 오타 주리아(줄리아 오타아)